# Хасан, Яхья
Яхья Хасан (дат. Yahya Hassan; 19 мая 1995, Орхус, Дания — 29 апреля 2020, Орхус, Дания ) — датский поэт с палестинскими корнями.

## Биография
Детство Хасана было тяжёлым: избиения детей отцом, воровство с малолетства, драки, уличные банды, наркотики. С 13 лет Яхья бросил школу и регулярно оказывался в исправительных учреждениях за воровство и буйный нрав. Вплоть до 2013 он находился под следствием в связи с попыткой ограбления, в 2012 был исключен из школы за воровство трёх мобильных телефонов. В 2016 получил тюремный срок 1 год и 9 месяцев за стрельбу в 17-летнего, который получил огнестрельные ранения ноги и руки. Яхья начал писать стихи в коммунальной школе хип-хопа. Учитель сумел заинтересовать его поэзией, затем Яхья прошел курсы писателей и под впечатлением от творчества норвежского писателя Карла Уве Кнаусгарда (норв. Karl Ove Knausgård) начал писать стихи в 2012 году (стихотворение «Детство»).

## Литературный успех в Дании
17 октября 2013 года датское издательство Gyldendal напечатало сборник его стихов. Было продано более 120 тысяч экземпляров. Автор стихов критиковал старшее поколение иммигрантов в Дании, их религиозные воззрения, их лицемерие и криминальное поведение, нежелание интегрироваться и паразитизм на социальной системе страны, нетерпимость к критике. Сборник был позже переведен на норвежский, немецкий, испанский, итальянский языки.
В ноябре 2019 то же самое издательство опубликовало второй сборник стихов поэта. Стихи в этом сборнике посвящены взрослению самого автора, его психологическим проблемам, насилию, наркотикам и ощущению давления на личность извне. В 2020 году второй сборник был переведен на норвежский язык и номинирован на приз Совета Скандинавской Литературы (Nordic Council Literature Prize).

## Критика и судебный иск
Атеистическое отношение Хасана к религии предков вызвало протест среди мусульман Дании, возмущенных его мнением:
«Что-то не так с исламом. Эта религия отказывается обновляться. Она нуждается в „реформации“».
Один из местных политиков города Орхус Мохамед Сулебан (Mohamed Suleban) даже подал на поэта в суд за расизм в конце 2013 года: «Он говорит, что все в гетто типа Воллсмосе (Vollsmose) и Йеллеруп (Gellerup) воруют, не платят налоги и мошенничают ради получения пенсии» — возмущался Сулебан в газете Политикен (Politiken). «Это очень обобщенные высказывания и они оскорбляют меня и многих других людей».
На это поэт ответил 1 декабря 2013 года в эфире программы 'Срок (Deadline)' датского телеканала DR2, отвергнув обвинения в расизме. «Меня не беспокоит обвинение в расизме» сказал он и добавил, что полиция должна быть направлена на борьбу с социальным мошенничеством и преступлениями в гетто.
Подобная реакция мусульман не удивила Яхья, так как он знал своих критиков и их аргументы с детства.
«Они не могут терпеть критику… Они не заинтересованы в диалоге».

## Уникальность мнения поэта
Хасан стал первым среди выходцев из среды иммигрантских гетто, прямо указывающим в своих стихах и повторяющим во многих интервью крайне резкую точку зрения на лицемерие в родной ему среде иммигрантов: «Здесь существует масса арабов — мусульман — которые совершают преступления в большом масштабе. Они крадут вещи, они продают краденые вещи или они продают гашиш. Но как вы можете называть себя мусульманином, если всё это запрещено [Кораном]?» «Я говорю про самый нижний, беднейший класс, про гетто». «Огромное лицемерие живёт в этом нашем низшем классе. У нас в Дании так много гетто, где 80 % жителей, мягко говоря, проблемные и они либо воруют, либо занимаются перепродажей краденого, либо мошенничеством. Местный датский низший класс тоже этим занимается, не особо оправдывая себя. Но когда этот наш народ из гетто идет в мечеть, а потом говорит, что раз они молятся 5 раз в день, то они и есть хорошие мусульмане — тогда это просто лицемерие, и в этом-то как раз и проблема».
В поэме «Спутниковая тарелка» Хасан написал про информационную оторванность мусульман из гетто от европейцев на примере спутниковых теле-каналов:
«WE HAD NO DANISH CHANNELS (У нас нет датских телеканалов)
WE HAD AL JAZEERA … (У нас есть Аль-Джазира …)
WE HAD NO PLANS (У нас нет планов)
BECAUSE ALLAH HAD PLANS FOR US.» (Потому что Аллах имеет планы на нас.)
7 апреля 2015 года вступил в недавно созданную левоцентристскую Национальную партию, но 9 февраля 2016 года лидер партии Кашиф Ахмад заявил об искоючении Хасана после ареста за вождение в нетрезвом виде.

## Нападения на поэта
- 18 ноября 2013 года Хасан подвергся нападению на центральном вокзале Копенгагена, когда провожал свою подругу на поезд и получил несколько ударов в голову[13]. Нападавший кричал, что поэт является неверным и должен умереть. 24-летний преступник был задержан железнодорожниками и передан в полицию[14]. Как выяснила полиция, злоумышленником являлся палестинец по происхождению Абдул Басит Абу-Лифа (Abdul Basit Abu-Lifa), который сменил своё имя на Исаак Мейер (Isaac Meyer) по выходе из тюрьмы, после того как отсидел три года из полученного срока в семь лет за участие в подготовке терактов в Европе (так называемый Glostrup Terrorists Case[англ.] — аресты четырёх террористов прошли 27 октября 2005 года в Глострупе, Дания). Абдул Басит Абу-Лифа он же Исаак Мейер был признан виновным в нападении на поэта[15] и получил 5 месяцев тюрьмы[16][17].

- Из-за постоянных угроз[18] со стороны радикальных исламистов (особенно после выступления на телевидении)[19] и нападения Яхья находился под наблюдением и защитой местного внутреннего агентства безопасности и разведки — Politiets Efterretningstjeneste[дат.] (PET) — так заявил его издатель (фирма Gyldendal) газете Jyllands-Posten[14].

- В июне 2014 года Хасан посещал Палестину. Около часа ночи 3 июня поэт возвращался с посиделок у своих палестинских друзей в Рамалле, Западный берег реки Иордан[20]. Когда он проходил мимо автомобиля в котором сидели 4-5 взрослых мужчин, то один из них спросил по-арабски: «Ты Яхья из Дании?» Хасан ответил утвердительно и начал рассказывать, что его родители беженцы из Ливана. Но мужчина выскочил из машины и сразу нанес ему удар кулаком в лицо. Яхья Хасан бросился бежать, при этом он услышал, как заводят машину и через плечо увидел как тот же мужчина бежит за ним с ножом, проклиная и называя его неверным. Поэт сумел убежать и от мужчины и от его друзей в машине[21].

## Смерть
Яхья Хасан умер в своей квартире в Орхусе и был обнаружен там 29 апреля 2020 года. Причина смерти полицией города не называлась, но было отмечено, что его смерть не была насильственной или криминальной. Ему только что исполнилось 24 года.

## Книги
- Новеллы Et godt sted at dø (Хорошее место чтобы умереть) в антологии Vi er herinde (Мы здесь внутри), Brønderslev Forfatterskole, 2011, ISBN 978-87-993537-3-6
- Yahya Hassan : Digte (Яхья Хасан : Стихи), издательство Gyldendal, 2013, ISBN 978-87-02-15352-1[8][22]
- Yahya Hassan 2: Digte (Яхья Хасан 2 : Стихи), издательство Gyldendal, 2019, ISBN 978-87-02-29802-4[23][24]